# Chilon albatra
Chilon albatra is een hooiwagen uit de familie Assamiidae.